# Nínox canyella
El nínox canyella (Ninox ios) és una espècie d'ocell de la família dels estrígids (Strigidae). Habita la selva humida del nord de l'illa de Sulawesi a Indonèsia. El seu estat de conservació es considera de risc mínim.